# Менгир Шан-Долан
Менгир Шан-Долан (фр. Menhir de Champ-Dolent) — крупнейший из неолитических менгиров Бретани, во французской коммуне Доль-де-Бретань.

## Описание
Стоит в двух километрах южнее Доль-де-Бретань в департаменте Иль и Вилен, по пути дороги D795. Менгир из розоватого гранита весом 125 тонн возвышается над землёй на 9,3-9,5 метров. Имеет коническую, практически гладкую форму; на верхушке в XIX веке высечен крест для привлечения камня к христианству.
Ранее существовал ещё более крупный менгир — Великий менгир, расположенный недалеко от доисторической гробницы Эр-Грах на территории коммуны Локмарьякер, департамент Морбиан, высота которого достигала 20 м — в настоящее время он разбит на 4 куска.
C 1889 года Министерство культуры Франции присвоен статус исторического памятника Франции.
Дешелет, Жозеф называл его «одним из самых красивых менгиром Франции».

## Легенды
По местной легенде он упал с небес, чтобы разделить двух враждующих братьев, ведущих кровную битву. Камень продолжает медленно погружаться в грунт и, когда совсем исчезнет, тогда кончится мир. Название местности «Champ Dolent» переводится как «Поле скорби».
По другой легенде в 560 году франкский король Хлотарь I встретил здесь своего мятежного сына Храмна.
В XIX веке в своих путевых заметках Стендаль отметил свою встречу с менгиром:

В четверти лье от города находится знаменитый шандоланский камень. Не говорит ли это название о человеческих жертвоприношениях? Мой проводник серьёзно уверяет меня, что камень поставлен здесь Цезарем. Быть может, когда-то кругом были непроходимые леса. Теперь же камень стоит посреди возделанного поля. Этот менгир двадцати восьми футов высоты и заострён кверху. В своём основании он — я измерил его — имеет восемь футов в диаметре. В целом это глыба сероватого гранита; по форме это слегка сплющенный конус.
Следует отметить, что такой гранит встречается только в трёх четвертях лье от города, на Мон-Доле — холме, окружённом болотами, который, вероятно, был когда-то островом. Шандоланский камень стоит на скале из кварца и углубляется в неё на несколько футов. При помощи какого механизма галлы, такие, по нашему представлению, не сведущие в технике, могли произвести перевозку гранитной глыбы длиной в сорок футов и толщиной в восемь? Каким способом они её установили?— Стендаль «Записки туриста», 1854 год

## В массовой культуре
Для франко-бельгийского сериала «Шамдолен, роман земли» 2002 года о крестьянах здешних мест изготовили копию камня, который стоит теперь в коммуне Сен-М'Эрве.